# ヨルデニス・ウガス
ヨルデニス・ウガス（Yordenis Ugás、1986年7月14日 - ）は、キューバのプロボクサー。サンティアーゴ・デ・クーバ出身。元WBA世界ウェルター級スーパー王者。北京オリンピックライト級銅メダリスト。

## 来歴

### アマチュア時代
2005年11月、中国・綿陽市で行われた世界ボクシング選手権にライト級(60kg)で出場し、金メダルを獲得した。
2008年8月、北京オリンピックにライト級(60kg)で出場し、準決勝で敗退し、銅メダルを獲得した。

### プロ時代
2010年7月プロデビュー、4回判定勝ち。
2014年5月10日、ロサンゼルスのガーレン・センターでアミール・イマムと対戦し、8回0-3（2者が74-78、73-79）の判定負けを喫した。
2016年8月12日、ニューヨーク州ヴェローナのターニング・ストーン・リゾート・アンド・カジノ内ターニング・ストーン・イベント・センターでジャーマル・ジェームスと対戦し、10回3-0（99-91、98-92、96-94）の判定勝ちを収めた。
2017年8月26日、T-モバイル・アリーナのフロイド・メイウェザー・ジュニアvsコナー・マクレガーの前座でトーマス・ドゥローメと対戦し、10回3-0（94–91、2者が93–92）の判定勝ちを収めた。尚当初ドゥローメはショーン・ポーターと対戦する予定だったが、同年8月17日にポーターが身内に不幸があった為欠場し代役としてウガスが起用されることとなった。
2019年3月9日、カリフォルニア州カーソンのディグニティ・ヘルス・スポーツ・パーク・テニスコートでWBC世界ウェルター級王者ショーン・ポーターと対戦し、12回1-2（113-115、112-116、117-111）の判定負けを喫した。この試合でポーターは125万ドル(約1億3千万円)、ウガスは30万ドル(約3200万円)のファイトマネーを稼いだ。
2019年7月20日、MGMグランド・ガーデン・アリーナで元WBC世界ライト級王者オマール・フィゲロアとWBC世界ウェルター級挑戦者決定戦を行い、12回3-0（3者共に119-107）の判定勝ちを収めエロール・スペンス・ジュニアへの指名挑戦権を獲得した。この試合でフィゲロアとウガスそれぞれ30万ドル（約3200万円）のファイトマネーを稼いだ。
2019年12月3日、WBAからWBA世界ウェルター級王者アレクサンデル・ベスプーチンとの指令試合を発令された。
2020年9月6日、ロサンゼルスのマイクロソフト・シアターでWBA世界ウェルター級レギュラー王座決定戦をWBA世界ウェルター級6位のアベル・ラモスと行い、12回2-1（111-117、2者が115-113）の判定勝ちを収め王座を獲得した。
2021年1月29日、WBAは、2019年7月以来約1年6カ月間試合をしていなかったスーパー王者マニー・パッキャオを休養王者に認定し、レギュラー王者のウガスをスーパー王者に昇格させた。
2021年8月11日、マニー・パッキャオと対戦予定だったエロール・スペンス・ジュニアが網膜裂孔と診断されたため試合を欠場することになり、代役として同じ興行の前座でWBA世界ウェルター級9位のファビアン・マイダナとの試合を予定していたウガスがパッキャオと対戦することが発表された。
2021年8月21日、ラスベガスのT-モバイル・アリーナでWBA世界ウェルター級休養王者マニー・パッキャオと対戦し、12回3-0（115-113、2者が116-112）の判定勝ちを収め初防衛に成功した。ウガスはこの試合の約3週間前に左腕の上腕二頭筋を断裂する怪我を負っており、怪我をしたまま試合を行い試合後に手術を受けた。
2021年9月16日、WBAはウェルター級で団体内王座統一戦を行うように通達し、レギュラー王者ジャーマル・ジェームスとラジャブ・ブタエフで指名試合を行い、スーパー王者ウガスとエイマンタス・スタニオニスが対戦した後に、それぞれの勝者で団体内王座統一戦を行うように指令を出した。しかし、その後WBAは方針を変更し、12月19日にウガスから要望が出されていたWBC・IBF世界ウェルター級王者エロール・スペンス・ジュニアと対戦する許可を与えた。
2022年4月16日、AT&TスタジアムでWBC・IBF世界ウェルター級王者エロール・スペンス・ジュニアと3団体王座統一戦を行い、10回にドクターストップによるTKO負けを喫し王座から陥落した。ウガスは試合中に右眼窩骨折の重傷を負った。
2023年9月30日、ネバダ州ラスベガスのT-モバイル・アリーナにてサウル・アルバレス対ジャーメル・チャーロの前座でWBC世界ウェルター級4位の元WBA世界スーパーライト級レギュラー王者マリオ・バリオスとWBC世界ウェルター級暫定王座決定戦を行い、12回0-3の判定負けを喫し王座獲得に失敗した。

## 戦績
- プロボクシング：33戦 27勝 (12KO) 6敗

| 戦           | 日付           | 勝敗 | 時間     | 内容    | 対戦相手                         | 国籍           | 備考                                             |
| ------------ | -------------- | ---- | -------- | ------- | -------------------------------- | -------------- | ------------------------------------------------ |
| 1            | 2010年7月9日   | ☆    | 4R       | 判定3-0 | ディノ・ドゥモンジッチ           | アメリカ合衆国 | プロデビュー戦                                   |
| 2            | 2010年7月30日  | ☆    | 1R 1:22  | KO      | デジュアン・ジャクソン           | アメリカ合衆国 |                                                  |
| 3            | 2010年8月18日  | ☆    | 2R 1:23  | TKO     | マルクス・ジャクソン             | アメリカ合衆国 |                                                  |
| 4            | 2010年9月24日  | ☆    | 1R 1:37  | TKO     | アンソニー・アダムス             | アメリカ合衆国 |                                                  |
| 5            | 2010年10月19日 | ☆    | 4R       | 判定3-0 | アンソニー・ウッズ               | バハマ         |                                                  |
| 6            | 2011年2月19日  | ☆    | 6R       | 判定3-0 | カルロス・ムスケス               | アメリカ合衆国 |                                                  |
| 7            | 2011年4月16日  | ☆    | 6R 1:05  | TKO     | カルロス・ガルシア・エルナンデス | プエルトリコ   |                                                  |
| 8            | 2011年6月25日  | ☆    | 6R       | 判定3-0 | ケニー・アブリル                 | アメリカ合衆国 |                                                  |
| 9            | 2011年8月13日  | ☆    | 6R       | 判定3-0 | フェルナンド・ロドリゲス         | アメリカ合衆国 |                                                  |
| 10           | 2011年10月29日 | ☆    | 2R 終了  | TKO     | リネル・グリフィン               | アメリカ合衆国 |                                                  |
| 11           | 2012年1月13日  | ☆    | 8R       | 判定3-0 | エステバン・アルマラス           | アメリカ合衆国 |                                                  |
| 12           | 2012年3月23日  | ★    | 8R       | 判定1-2 | ジョニー・ガルシア               | アメリカ合衆国 |                                                  |
| 13           | 2012年11月10日 | ☆    | 3R 0:46  | KO      | デッドリック・ベル               | アメリカ合衆国 |                                                  |
| 14           | 2012年12月7日  | ☆    | 10R      | 判定3-0 | コスメ・リベラ                   | メキシコ       |                                                  |
| 15           | 2013年6月27日  | ☆    | 1R 0:40  | KO      | アダマン・エルナンデス           | アメリカ合衆国 |                                                  |
| 16           | 2013年8月17日  | ☆    | 10R      | 判定3-0 | ジョン・ウィリアムズ             | アメリカ合衆国 |                                                  |
| 17           | 2014年2月18日  | ★    | 10R      | 判定1-2 | エマヌエル・ロブレス             | アメリカ合衆国 | WBCラテンアメリカスーパーライト級暫定王座決定戦  |
| 18           | 2014年5月10日  | ★    | 8R       | 判定0-3 | アミール・イマム                 | アメリカ合衆国 |                                                  |
| 19           | 2016年8月12日  | ☆    | 10R      | 判定3-0 | ジャーマル・ジェームス           | アメリカ合衆国 |                                                  |
| 20           | 2016年9月27日  | ☆    | 4R 2:20  | TKO     | ブライアント・ペレラ             | アメリカ合衆国 |                                                  |
| 21           | 2017年2月2日   | ☆    | 10R      | 判定2-1 | レバン・グバミカバ               | ジョージア     |                                                  |
| 22           | 2017年4月25日  | ☆    | 2R 0:53  | TKO     | ネルソン・ララ                   | ニカラグア     |                                                  |
| 23           | 2017年8月26日  | ☆    | 10R      | 判定3-0 | トーマス・デュロルメ             | プエルトリコ   |                                                  |
| 24           | 2018年2月17日  | ☆    | 7R 1:05  | TKO     | レイ・ロビンソン                 | アメリカ合衆国 |                                                  |
| 25           | 2018年6月16日  | ☆    | 2R 1:16  | TKO     | ジョナサン・バティスタ           | ドミニカ共和国 |                                                  |
| 26           | 2018年9月8日   | ☆    | 12R      | 判定3-0 | セサール・ミゲール・バリオヌエボ | アルゼンチン   |                                                  |
| 27           | 2019年3月9日   | ★    | 12R      | 判定1-2 | ショーン・ポーター               | アメリカ合衆国 | WBC世界ウェルター級タイトルマッチ                |
| 28           | 2019年7月20日  | ☆    | 12R      | 判定3-0 | オマール・フィゲロア             | アメリカ合衆国 |                                                  |
| 29           | 2020年2月1日   | ☆    | 7R 終了  | TKO     | マイク・ダラス・ジュニア         | アメリカ合衆国 |                                                  |
| 30           | 2020年9月6日   | ☆    | 12R      | 判定2-1 | アベル・ラモス                   | アメリカ合衆国 | WBA世界ウェルター級王座決定戦→スーパー王座に認定 |
| 31           | 2021年8月21日  | ☆    | 12R      | 判定3-0 | マニー・パッキャオ               | フィリピン     | WBA防衛1                                         |
| 32           | 2022年4月16日  | ★    | 10R 1:44 | TKO     | エロール・スペンス・ジュニア     | アメリカ合衆国 | WBA・WBC・IBF世界ウェルター級王座統一戦 WBA陥落  |
| 33           | 2023年9月30日  | ★    | 12R      | 判定0-3 | マリオ・バリオス                 | アメリカ合衆国 | WBC世界ウェルター級暫定王座決定戦                |
| テンプレート |                |      |          |         |                                  |                |                                                  |

## 獲得タイトル
- WBA世界ウェルター級レギュラー王座（防衛0=スーパー王座に認定）
- WBA世界ウェルター級スーパー王座（防衛1）

## ペイ・パー・ビュー売上げ
| 日付          | イベント                                            | 売上げ | テレビ局 |
| ------------- | --------------------------------------------------- | ------ | -------- |
| 2021年8月21日 | マニー・パッキャオ vs. ヨルデニス・ウガス           | 25万件 | FOX      |
| 2022年4月16日 | エロール・スペンス・ジュニア vs. ヨルデニス・ウガス | 24万件 | Showtime |